# Jacquemontia guyanensis
Jacquemontia guyanensis là một loài thực vật có hoa trong họ Bìm bìm. Loài này được (Aubl.) Meisn. mô tả khoa học đầu tiên năm 1869.